# Friedrich Hefele
Friedrich Hefele (* 18. Juli 1884 in Waltenhofen; † 22. Juni 1956 in Buchenberg) war ein deutscher Historiker und Archivar.

## Leben
Hefele entstammte einer Bauernfamilie aus dem Allgäu. Er besuchte das Gymnasium in Dillingen und studierte ab 1904 Geschichtswissenschaften, Philosophie und Theologie an der Ludwig-Maximilians-Universität München und der Julius-Maximilians-Universität Würzburg. Während seines Studiums wurde er Mitglied einer KBStV Rhaetia München, welche damals eine weitere Aktivitas in Würzburg besaß, die heutige KDStV Franco-Raetia Würzburg. 1911 wurde er an der Julius-Maximilians-Universität Würzburg mit einer Arbeit über Julius Echter von Mespelbrunn zum Dr. phil. promoviert. Anschließend verfasste er die historischen Einleitungen zu den Bezirken Dingolfing, Landshut und Vilsbiburg für den IV. Band der Kunstdenkmäler des Königreichs Bayern. 1912 erhielt er eine Stelle als wissenschaftlicher Hilfsarbeiter im Stadtarchiv Freiburg. 1921 wurde er planmäßig als Archivar angestellt. 1925 übernahm er zunächst kommissarisch, vom 1. August 1928 bis zu seinem Eintritt in den Ruhestand 1948 endgültig die Leitung des Stadtarchivs. 1945 wurde er zum Vorsitzenden des Säuberungsausschusses der Stadtverwaltung ernannt.
Hefele gab als Hauptwerk ab 1940 das dreibändige Freiburger Urkundenbuch heraus. Er war von 1920 bis 1921 Schriftleiter des Freiburger Diözesan-Archivs, 1936 bis 1948 Vorsitzender des Breisgau-Vereins „Schauinsland“ und verfasste zahlreiche wissenschaftliche Aufsätze für die Zeitschrift für die Geschichte des Oberrheins und andere Fachorgane. 1929 wurde er außerordentliches, 1940 ordentliches Mitglied der Badischen Historischen Kommission.
Friedrich Hefeles wissenschaftlicher Nachlass (überwiegend Unterlagen zur Arbeit am Freiburger Urkundenbuch) befindet sich im Stadtarchiv Freiburg.

## Werke
- Der Würzburger Fürstbischof Julius Echter von Mespelbrunn und die Liga. Diss., Würzburg 1912
- Die Vorfahren Karl Maria von Webers. Neue Studien zu seinem 100. Todestag. Karlsruhe 1926
- Wie Freiburg Bischofsstadt wurde. Freiburg i. Br. 1927
- Aus Freiburgs Baugeschichte. Die ehemalige Zähringer Vorstadt und Kreisbaumeister Christoph Arnold. Karlsruhe 1929
- (als Bearb.) Freiburger Urkundenbuch. 3 Bände. 1940–1956